# Krasnopilia (Sumy)
Krasnopilia (en ucraniano: Краснопілля; en ruso: Краснополье, romanizado: Krasnopole) es un pueblo ucraniano perteneciente al óblast de Sumy. Situado en el norte del país, es parte del raión de Sumy y centro del municipio (hromada) homónimo.

## Geografía
Krasnopilia se encuentra a orillas del río Sirovatka, un afluente derecho del río Psel, a 42 km de Sumy y cerca de la frontera con Rusia. 

## Historia
La ciudad surgió en 1640 como un fuerte de la Línea de Defensa de Bélgorod que las fuerzas rusas erigieron en la Ucrania Libre para proteger las fronteras meridionales del estado de las incursiones de los tártaros de Crimea y los nogayos. Con el tiempo, la ciudad se convirtió en un centro de raión del regimiento de Sumy, que también sirvió como subdivisión regional de la Ucrania Libre. Después de disolver la división administrativa del regimiento en 1765, Krasnopilia se convirtió en una slobodá y sede de un vólost.
En 1901, se construyó una estación de tren en Krasnopilia. 
Durante la Segunda Guerra Mundial Krasnopilia estuvo bajo ocupación alemana desde el 15 de octubre de 1941 hasta 1943.
Krasnopilia se convirtió en un asentamiento de tipo urbano en 1956. 
Hasta el 18 de julio de 2020, Krasnopilia fue centro del raión de Krasnopilia. El raión se abolió en julio de 2020 como parte de la reforma administrativa de Ucrania, que redujo el número de raiones del óblast de Sumy a cuatro. El área del raión de Krasnopilia se fusionó con el raión de Sumy. En 2023, Krasnopilia perdió el estatus de asentamiento de tipo urbano en la legislación ucraniana debido a la eliminación de este estatus administrativo.
Durante los primeros días de la invasión rusa de Ucrania, grandes columnas de vehículos militares rusos pasaban con frecuencia por Krasnopilia.El 1 de octubre de 2023, la Administración Militar del óblast de Sumy informó que las fuerzas rusas lanzaron 40 bombas sobre la ciudad.

## Demografía
La evolución de la población de Krasnopilia entre 1886 y 2022 fue la siguiente:
| 5656                                                          | 9936 | 9212 | 9469 | 8935 | 8355 | 8259 | 7769 |
| (Fuente: Cities & Towns of Ukraine y UKRAINE: Größere Städte) |      |      |      |      |      |      |      |

Según el censo de 2001, la lengua materna de la mayoría de los habitantes, el 95,76%, es el ucraniano; y del 3,78% es el ruso.

## Infraestructura

### Transporte
La estación de tren de Krasnopilia se encuentra en la línea férrea que une Sumy y Bélgorod en Rusia. Por Krasnopilia también pasan la carretera regional P 45 y la carretera territorial T-19-01.  

## Personas importantes
- Valentyna Semerenko (1986): deportista ucraniana que compite en biatlón, ganadora del oro en la prueba de relevos 4 × 6 km de los Juegos Olímpicos de Sochi 2014.
- Viktoriya Semerenko (1986): deportista ucraniana que compite en biatlón, ganadora del oro en la prueba de relevos 4 × 6 km de los Juegos Olímpicos de Sochi 2014.